# Bluff (Nuova Zelanda)
Bluff, che gli abitanti della zona chiamano spesso "The Bluff" (in inglese questa è un'espressione che indica un promontorio scosceso, ma anche il bluff nel gioco del poker), è una città dell'Isola del Sud, in Nuova Zelanda. Essa fa parte del Distretto di Invercargill, che a sua volta fa parte della regione di Southland. È il centro abitato più meridionale dell’Isola del Sud e spesso, nonostante l'isola di Stewart si trovi più a sud, i neozelandesi la ritengono il punto più a sud del paese, soprattutto quando viene usata l'espressione colloquiale "da Capo Reinga a Bluff". Nel 2006 la città contava 1 850 abitanti.
Bluff è un importante porto della Nuova Zelanda, che si trova a circa 30 chilometri di distanza da Invercargill. Le due città vennero unite il 5 febbraio 1867 da una delle prime linee ferroviarie neozelandesi.
Il nome della città deriva dal vulcano spento che ne domina il panorama, a picco sul mare: i cacciatori di balene lo chiamavano Old man's bluff, cioè "il dirupo del vecchio".

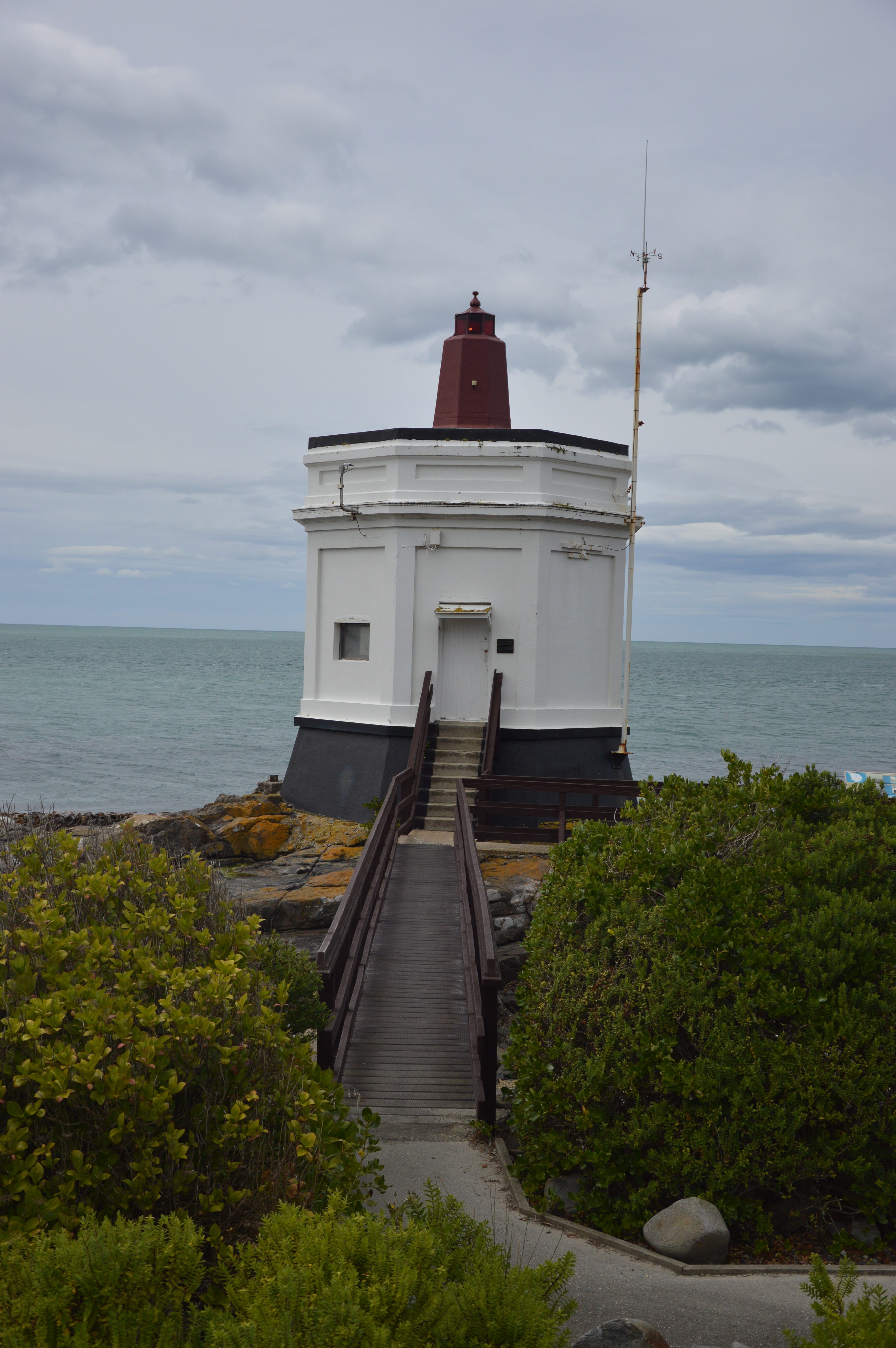